# Märket
Märket é uma pequena ilha no mar Báltico, partilhada pela Finlândia (Estado Livre Associado de Alanda) e pela Suécia (condado de Estocolmo e de Upsália). Rochosa, de solo nu e com apenas um farol que funciona automaticamente, faz parte de uma zona Ramsar, o arquipélago de Signilskär-Märket, graças às numerosas aves marinhas e focas que vivem no local.
Provavelmente emergiu à superfície durante o século XVI graças a movimentos isostáticos. Desde 1809 a ilha foi dividida entre a Suécia e o Império Russo e foi dividida pela fronteira que a atravessava de costa a costa, o que fez dela a ilha do mundo mais pequena separada por uma fronteira terrestre internacional. Como o recife representa um perigo para a navegação, foi construído um farol finlandês embora com a mudança na fronteira em 1985 o farol passasse a fazer parte do território da Suécia. Desde que o farol foi automatizado em 1977, Märket está desabitada, embora pudesse receber um número crescente de turistas graças à sua fauna selvagem e como consequência da restauração dos edifícios que se iniciou em maio de 2007.

## Geografia

Mapa de Alanda com Märket com um círculo vermelho

Märket é uma ilha situada em Fennoscandia (no mar Báltico), na entrada do golfo de Bótnia, que se encontra para norte. Fica a meio caminho entre as ilhas que bordejam as províncias suecas de Upsália e de Estocolmo a oeste, e o arquipélago finlandês de Alanda a leste, do qual faz parte do ponto de vista geográfico. A terra firme mais próxima é o recife sueco de Märketshällor, um grupo rochoso de cerca de 100 m de comprimento, situado a cerca de 1100 m para noroeste. A leste, e a uma distância de 23 km, fica a grande ilha de Fasta Åland, e a um pouco mais a costa sueca, enquanto a distância entre a Finlândia continental e Märket é de 130 km.

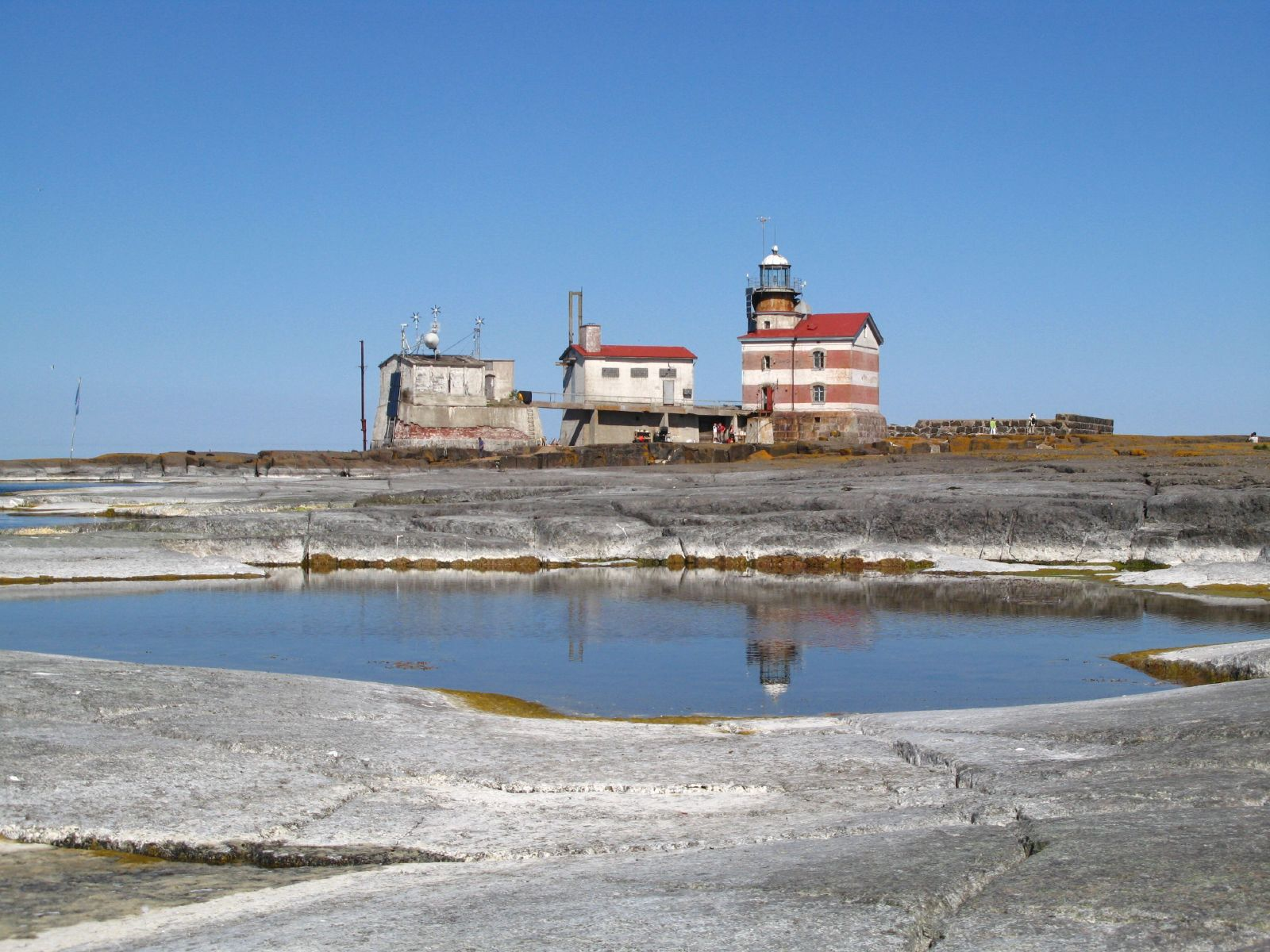
Uma pequema depressão cheia de água em Märket e o farol em segundo plano.

Com cerca de 350 m de comprimento, e 150 m de largura, Märket tem uma área de cerca de 3,3 hectares.